# لامار وايت
لامار وايت (بالإنجليزية: Lamar White)‏ هو صحفي أمريكي، ولد في 5 مايو 1982 في الإسكندرية في الولايات المتحدة.